# Liste der Kulturdenkmäler in Roth an der Our
In der Liste der Kulturdenkmäler in Roth an der Our sind alle Kulturdenkmäler der rheinland-pfälzischen Ortsgemeinde Roth an der Our aufgeführt. Grundlage ist die Denkmalliste des Landes Rheinland-Pfalz (Stand: 27. Juni 2022).

## Einzeldenkmäler
| Bezeichnung                        | Lage                     | Baujahr                   | Beschreibung | Bild                           |
| ---------------------------------- | ------------------------ | ------------------------- | --- | ------------------------------ |
| Schloss Roth                       | Johanniterstraße 17 Lage | ab 1600                   | Teil der ehemaligen Johanniterkommende, Wohnbau, 1733 mit älteren Bauteilen, nach Kriegsschäden Wiederaufbau und drittes Geschoss, nach 1959; Wendeltreppenturm, eventuell um 1600, Teile der Ringmauer, zweigeschossiger Torturm, eventuell um 1610 | weitere Bilder Fotos hochladen |
| Katholische Filialkirche St. Peter | Johanniterstraße 19 Lage | Ende des 12. Jahrhunderts | Teil der ehemaligen Johanniterkommende, romanische, ursprünglich dreischiffige Basilika auf trapezförmigem Grundriss, drittes Drittel des 12. Jahrhunderts, nördlicher Nebenchor mit Apsis wohl aus dem 11. Jahrhundert, Einwölbung kurz nach 1466, wohl gleichzeitig Umwandlung zur Stufenhalle; Fensterveränderung und Ausstattung barock; in der Kirchhofsmauer fünf Grabkreuzfragmente ab 1636, sogenanntes Pestkreuz, Sandstein, angeblich von 1632; Brunnenschacht vielleicht noch mittelalterlich, Brunnenhäuschen jünger | weitere Bilder Fotos hochladen |